# Courtney Solomon
Courtney Solomon, de nom real Corei Solomon (Ontario, Canadà, 1 de setembre de 1971) és un director de cinema canadenc però que ha desenvolupat la seva carrera als Estats Units.

## Trajectòria
Va començar com a director l'any 2000, amb l'adaptació al cinema de Dracs i Masmorres, basat en el popular còmic del mateix nom. L'actor Jeremy Irons va ser l'escollit per fer de dolent i per assignar-li el que seria el pitjor paper de tota la seva filmografia. La pel·lícula de Solomon no va obtenir gran èxit en taquilla, i va tenir molt baixes crítiques.
Malgrat això, el 2005 va produir la segona part de Dracs i masmorres, Dungeons & Dragons 2: Wrath of the Dragon God, i mesos després va dirigir An American Haunting, on va reunir Donald Sutherland, Sissy Spacek i a Rachel Hurd-Wood. La història explicava els fets reals que van ocórrer entre 1818 i 1820 a Tennessee sobre l'anomenada Bruixa de Bell.
Actualment viu a Los Angeles amb la seva esposa Martha.

## Filmografia
- 2000: Dracs i Masmorres (Dungeons and Dragons)
- 2005: Malefici (An American Haunting)
- 2013: Getaway